# Callohesma matthewsi
Callohesma matthewsi är en biart som först beskrevs av Exley 1974.  Callohesma matthewsi ingår i släktet Callohesma och familjen korttungebin. Inga underarter finns listade.

## Bildgalleri

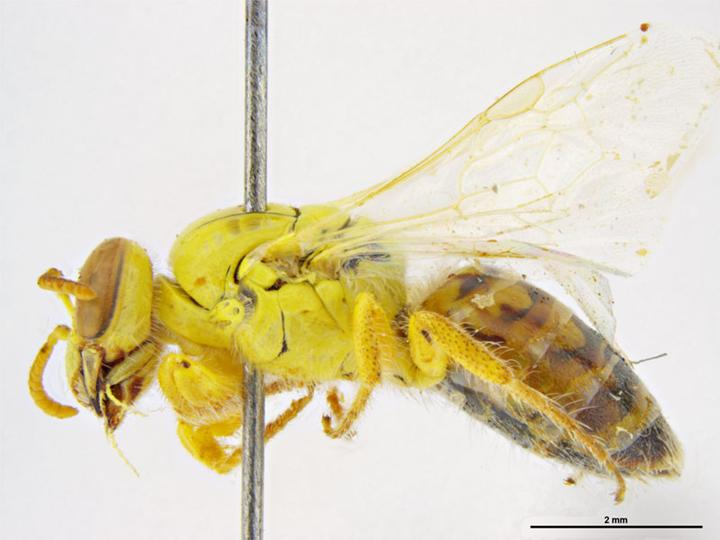
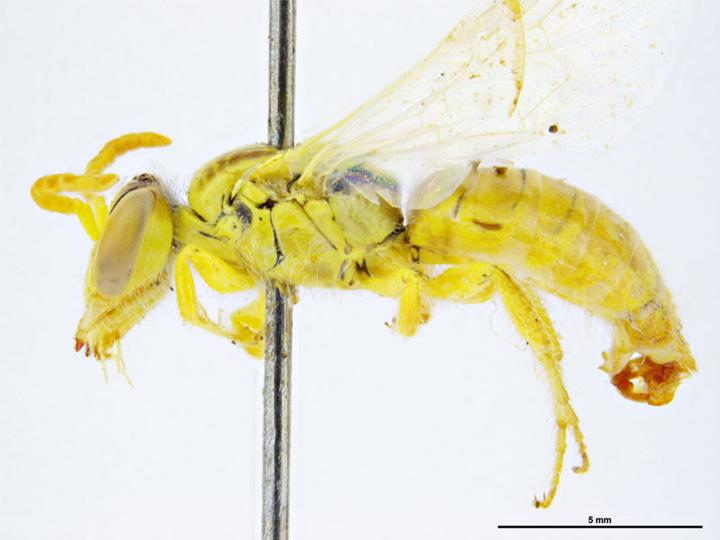